# 홍길민
홍길민(洪吉旼, 1353년 ~ 1407년)은 고려 말 조선 초의 문신이다. 본관은 남양(南陽)이다.
1376년(우왕 2) 전법 정랑(典法正郞)으로서 식년문과에 동진사(同進事)로 급제하여 강릉도안렴사(江陵道按廉使), 사헌부 장령(掌令) 등을 지냈다.
1390년(공양왕 2) 우사의대부(右司議大夫)로서 정몽주(鄭夢周) 고신(告身)에 서경(署經)을 거부하였다.
1392년 조선 개국 2등공신에 녹훈(錄勳)되었고, 좌부승지(左副承旨)에 제수되었으며, 남양군(南陽君)에 봉해졌다.
1394년 풍해도(豊海道) 관찰사(觀察使), 호조판서(戶曹判書), 집현전대제학(集賢殿大提學)을 지냈다. 1407년에 55세로 졸하였다. 시호는 문경(文景)이다.

## 평가
《태종실록》의 남양군 홍길민 졸기에 "대대로 귀(貴)하고 현달(顯達)하며 거부(鉅富)라서 노비가 천여 명이나 되었으나, 성품이 단정하고 밝아서 사치스럽고 화려한 것을 일삼지 않았다."라고 기록되어 있다.

## 가족
- 조부 : 홍유(洪瑜)
- 아버지 : 홍보현(洪普賢)
- 어머니 : 덕수 이씨, 이천선(李千善)의 딸
  - 부인 : 청주 경씨, 경진(慶臻)의 딸
    - 아들 : 홍여방(洪汝方)
    - 며느리 : 동래 정씨, 정부(鄭符)의 딸
      - 손자 : 홍원용(洪元用)
      - 손자 : 홍형용(洪亨用)
      - 손자 : 홍이용(洪利用)
      - 손녀 : 한확(韓確)에게 출가
      - 손녀 : 장보(張俌)에게 출가
      - 손녀 : 김용(金湧)에게 출가